# Andre Gassner (Industrieller)
Andre Ulrich Jakob Gassner, auch Andreas Gassner (* 4. Juli 1847 in Bludenz; † 26. Dezember 1925 in Bozen) war ein österreichischer Industrieller.
Er war ein Enkel von Andreas Gassner (1776–1823), der 1818 die Textilfirma „Getzner, Mutter & Co.“ (später Getzner Textil) in Bludenz mitbegründete. Seine Eltern waren Andreas Gassner (1809–1873), ab 1830 Teilhaber der väterlichen Textilfirma, Gründer verschiedener Spinnereien sowie Bürgermeister von Bludenz, und Josefine Gassner (1818–1897), Tochter des Textilfabrikanten Franz Xaver Mutter.
Andre Gassner war zusammen mit seinen Brüdern Anton (1851–1924) und Ferdinand (1842–1926) Teilhaber des Textilunternehmens seines Vaters.
Zunächst besuchte er die Wiener Handelsakademie, danach war Gassner bei verschiedenen Textilunternehmen beschäftigt. Er vermarktete als erster Baumwolle aus Ägypten auf dem Weltmarkt. Auch gründete Gassner Unternehmen in Liverpool, New Orleans und Gladstone.
Sein in Neumarktl gegründetes baumwollverarbeitendes Unternehmen entwickelte sich zum größten Textilunternehmen in Jugoslawien.